# Bibbe Hansen
Bibbe Hansen (née en 1952) est une musicienne, performeuse et actrice américaine d'origine scandinave.

## Éléments biographiques
Les parents de Bibbe Hansen étaient la poète bohème Audrey Ostlin Hansen, et l'artiste Al Hansen, membre de Fluxus.
Hansen commence sa carrière d'actrice professionnelle lorsqu'elle était enfant au Saranac Lake Summer Theater dans le nord de l'État de New York. Au milieu des années 1960, elle joue, encore adolescente, dans des films du cinéaste d'avant-garde Jonas Mekas. Après une rencontre fortuite avec Andy Warhol, il l'invite à collaborer à un de ses films, Prison, avec Edie Sedgwick dans le rôle principal.Elle joue ensuite dans d'autres de ses films[6]. Dans les années 1970, elle est figurante dans le film Big Bad Mama, de Roger Corman, comme danseuse dans le paradis rêvé de Brian De Palma et dans le spectacle Odyssey Theater de Threepenny Opera dirigé par Ron Sossi.
En 1964, elle enregistre un album chez Laurie Records avec Jan Kerouac dans le groupe The Whippets. De 1990 à 1995, elle dirige le Troy Café à Los Angeles avec son mari, Sean Carrillo, et se produit avec Vaginal Davise. Elle et Davis ont ensuite formé le groupe satirique Black Fag, du nom du célèbre groupe punk Black Flag, et se sont amusés à se moquer de lui.
Elle est la mère du musicien Beck.